# Empress Of
Lorely Rodriguez (19 de octubre de 1989), conocida profesionalmente como Empress Of, es una cantante, compositora, música y productora discográfica hondureña-estadounidense que vive en Los Ángeles, California.
Hasta la fecha, ha lanzado cuatro álbumes de estudio: su debut aclamado por la crítica, Me (2015), Us (2018), I'm Your Empress Of (2020) a través de XL Recordings y Terrible Records, mientras que su más reciente, For Your Consideration fue lanzado el 22 de marzo de 2024 a través de su propio sello independiente, Major Arcana y el sello independiente estadounidense Giant Music.

## Carrera

### 2011-2016: primeros lanzamientos,SystemsandMe
Después de completar una licenciatura en ingeniería de sonido en la Berklee College of Music de Boston en 2011, Rodriguez se mudó a la ciudad de Nueva York y rápidamente irrumpió en la escena musical local tocando en una banda con sede en Brooklyn, con el músico estadounidense Sam Owens, llamada Celestial Shore, pero pronto dejó la grupo para concentrarse en su propia carrera musical.
En 2012, Rodriguez inicialmente llamó la atención por publicar de forma anónima una serie de demos de un minuto de duración (a través de YouTube) precedidis únicamente por un color sólido titulado "Colorminutes". Su primer sencillo de 7", "Champagne", fue lanzado poco después, el 5 de noviembre de 2012, mediante una edición limitada a través de No Recordings.
El nombre artístico de Rodriguez se inspiró en una lectura de cartas del tarot que hizo con una amiga: "La primera carta que sacó fue una carta de Emperatriz (Empress) y yo dije: 'It's me, I am Empress'. [...] la carta de Emperatriz está conectada con la fertilidad, la maternidad y la fuerza. Es agradable tener esos sentimientos."
El 2 de abril de 2013, su EP bilingüe de cuatro pistas Systems fue lanzado a través de Double Denim y Terrible Records en el Reino Unido y Norteamérica, respectivamente. Desde el lanzamiento de su EP, se ha presentado en SXSW, Islandia Airwaves y el Festival de Música de Verano de Pitchfork, y ha realizado giras como telonera con artistas como Jamie Lidell, Jungle, Kimbra y Florence and the Machine.
En 2013, Rodriguez firmó con el sello independiente británico XL Recordings a través de un acuerdo conjunto vía Terrible y comenzó a trabajar en material para su álbum debut, mientras vivía en Brooklyn. A las pocas semanas de escribir, se fue de retiro a México. Después de descubrir que el entorno de Nueva York estaba afectando negativamente lo que había producido hasta el momento, el aislamiento del viaje le permitió a Rodriguez ser completamente introspectiva y comenzar verdaderamente la escritura y la preproducción de su debut a finales de 2013. El resto de la escritura y producción continuaría en Nueva York a lo largo de 2014.
El 14 de abril de 2015, "Water Water", el primer sencillo de su álbum debut no anunciado, fue lanzado a través de XL/Terrible. Una versión en español del tema, "Agua Agua", fue lanzada el 8 de junio de 2015, exclusivamente a través de SoundCloud. La versión alternativa pretendía ser una forma para que la madre de Rodriguez se conectara y escuchara la música de su hija.
El 20 de junio de 2015, se lanzó el segundo sencillo del álbum, "Kitty Kat", junto con el anuncio de su álbum debut, Me, que se publicó el 11 de septiembre de 2015 a través de XL Recordings y Terrible. Los otros sencillos que precedieron al anuncio del álbum fueron "How Do You Do It" y "Standard", lanzados en septiembre de 2015. El 31 de agosto de 2015, Rodriguez también lanzó una versión de la canción "Hot n Cold" de Katy Perry a través de SoundCloud para la serie "Theme Song" de Rookie Magazine.
El álbum fue recibido con elogios de la crítica general y alcanzó el puesto número cinco en la lista Top Dance/Electronic Albums de Billboard tras su lanzamiento. La mayoría de las publicaciones elogiaron la vulnerabilidad emocional de Rodriguez para crear un álbum tan intensamente personal y al mismo tiempo resaltaron el enfoque directo de su composición única y producción experimental en comparación con la opacidad en capas de su trabajo anterior. Después de su lanzamiento, Rodriguez realizó una gira por el Reino Unido y América del Norte durante el otoño de 2015 para promocionar el álbum con el artista de Awful Records, ABRA, y el dúo electrónico canadiense Purity Ring, respectivamente.
El vídeo del quinto sencillo del álbum, "Icon", se lanzó el 16 de noviembre de 2015 a través de "UO Video Series" de Urban Outfitters.
"Woman is a Word", un lado B del álbum, se lanzó el 14 de marzo de 2016. Más tarde se agregaría a una versión de lujo de Me lanzada como un casete de edición limitada durante su gira europea y británica de 2016 a través de XL/Terrible.

### 2017-2019:Us
Tras el lanzamiento de Me, Rodriguez se mudó de nuevo a Los Ángeles desde Nueva York, con el objetivo de colaborar con músicos contemporáneos, y al mismo tiempo estar más cerca de su familia y reconectarse con las raíces de su ciudad natal.
Rodriguez lanzó un sencillo independiente, "Go to Hell", el 12 de julio de 2017, a través de Terrible. Fue coescrito con la ex vocalista de Chairlift, Caroline Polachek. También apareció en dos sencillos para productores de Los Ángeles, DJDS con el cartel de Billboard "Why Don't You Come On" con el cantante de R&B de El Paso, Khalid; y una versión del sencillo Lust for Life de Lana Del Rey, "Love". Estos fueron lanzados el 29 de agosto de 2017 y el 1 de diciembre de 2017, respectivamente, a través de Loma Vista Recordings para su tercer álbum de estudio, Big Wave More Fire.
El 11 de abril de 2018, el sencillo doble "Trust Me Baby / In Dreams" se estrenó en el programa de radio Apple Music Beats 1 de Zane Lowe y se lanzó a través de Terrible. El primero fue coproducido por Cole MGN.
El 20 de agosto de 2018, Rodriguez anunció su segundo álbum de estudio, Us, que se estrenó el 19 de octubre de 2018 a través de XL/Terrible. El segundo sencillo del álbum, "When I'm With Him", fue publicado el 22 de agosto de 2018. La canción luego aparecería en la banda sonora del videojuego eFootball Pro Evolution Soccer 2020.
El tercer y cuarto sencillo del álbum, "Love For Me" y "I Don't Even Smoke Weed", se publicaron el 26 de septiembre y el 18 de octubre de 2018, respectivamente, antes del lanzamiento del álbum. Apareció en la canción principal del primer EP de Khalid, Suncity, que también se lanzó el 19 de octubre de 2018 a través de RCA Records.
Con el lanzamiento de Us, Rodriguez se embarcó en una gira internacional como telonero del dúo electrónico colombiano Salt Cathedral en la etapa norteamericana de la gira, y una serie de festivales de música de verano, incluidos Sideways, Primavera Sound y Meow Wolf Vortex Music Festival, a lo largo de 2019. Concluyó el año presentando el sencillo del productor australiano Kito, "Wild Girl", lanzado el 27 de septiembre de 2019 a través de UMG Recordings, y realizando una gira como telonera de Heard It in a Past Life de Maggie Rogers, y Cuz I Love You Too de Lizzo.

### 2020–2021:I'm Your Empress Ofy la independencia conMajor Arcana
El 12 de abril de 2020, Rodriguez presentó su tercer álbum de estudio, I'm Your Empress Of, a través de XL Recordings y Terrible. El álbum fue precedido por el sencillo "Give Me Another Chance", lanzado y estrenado el 3 de marzo. 2020 a través del programa de radio Apple Music Beats 1 de Zane Lowe. Debido a la pandemia del COVID-19 de 2020, no se pudieron realizar giras ni presentaciones en vivo para promocionar el álbum.
Durante 2020, Rodriguez fundó y anunció el inicio de su propio sello discográfico, Major Arcana, a través de una asociación con la empresa de gestión de artistas con sede en EE. UU., mtheory. El anuncio marcó el cumplimiento de sus contratos con XL Recordings y Terrible Records, permitiendo así que todos los lanzamientos futuros sean totalmente independientes bajo su propio sello.
El 27 de octubre de 2020, Rodriguez presentó su primer sencillo a través de Major Arcana, "You've Got To Feel", con la cantante y compositora nominada al Grammy Amber Mark, mientras que posteriormente lanzó otro sencillo, "Broken", para la banda sonora. de la serie de Amazon Prime Video The Wilds el 20 de noviembre de 2020.
Durante 2021, Rodriguez apareció en el sencillo "Love in Reverse" de la cantante y productora estadounidense MNDR, lanzado el 31 de marzo de 2021, de su segundo álbum de estudio, Hell To Be You Baby, a través de Watersound Records.
El 30 de abril de 2021, Rodriguez anunció su asociación con una campaña nacional respaldada por Ad Council llamada "Sound It Out Together". El propósito de la campaña era resaltar la salud mental de los jóvenes y crear una salida para que los adolescentes afrodescendientes expresen sus emociones y experiencias a través de la música. Con la ayuda de compositores profesionales (Rodriguez, KAMAUU, Lauren Jauregui y Tobe Nwigwe respectivamente), los temas discutidos por los artistas y los niños se convirtieron en canciones completamente producidas y se lanzaron como un EP recopilatorio para la campaña a través de Mass Appeal. La participación de Rodroguez incluyó el sencillo "One Breath", una colaboración con una niña de 14 años llamada Marianne sobre su experiencia compartida de ser latinoamericanos de primera generación y equilibrar esa dualidad o doble conciencia en la vida diaria.

### 2022–presente:Save MeandFor Your Consideration
El 8 de abril de 2022, Rodriguez publicó "Save Me", el primer sencillo de su tercer EP del mismo nombre, que fue lanzado el 24 de junio de 2022, a través de su sello independiente, Major Arcana.
El anuncio del EP, producido por Rodriguez con producción adicional del colaborador frecuente BJ Burton y Johan Lennox, se realizó mediante el lanzamiento del segundo sencillo, "Dance for You", el 25 de mayo de 2022. El 7 de junio de 2022, Rodriguez fue anunciada como el principal apoyo de la gira norteamericana "So Nice" de Carly Rae Jepsen, que se desarrolló durante el otoño de 2022.
El 18 de noviembre de 2022 se lanzó un EP remix de "Dance for You", que incluye remezclas/ediciones del sencillo de Blue Hawaii, DJ Kirby, DJ Python, Nick León y Sassy 009.
En 2023, Rodriguez brindó apoyo en la gira como acto de apertura de la cantante japonesa-británica Rina Sawayama durante la etapa europea de su gira mundial "Hold the Girl" durante febrero de 2023 y la etapa restante en América del Norte durante el otoño de 2023.
Durante la segunda mitad de esa gira, los dos lanzarían el sencillo colaborativo "Kiss Me", el 25 de septiembre de 2023, del cuarto álbum de estudio de Rodriguez, no anunciado en ese momento, a través de Major Arcana y Giant Music respectivamente.
El segundo sencillo del álbum, "Femenine", fue lanzado el 1 de diciembre de 2023, acompañado de un vídeo musical dirigido por el famoso bailarín y coreógrafo estadounidense Ryan Heffington.
El 23 de enero de 2024, Rodriguez anunció su cuarto álbum de estudio, For Your Consideration, que se lanzó el 22 de marzo de 2024 a través de Major Arcana y Giant Music. El álbum fue precedido por el tercer y cuarto sencillo, "What's Love" con el grupo de indie pop estadounidense MUNA y "Precoisa", lanzado el 24 de enero y el 1 de marzo. 2024 respectivamente.
Por esta época, Rodriguez también aparecería en la canción "4eva" (junto con el productor estadounidense "Kingdom") de la artista musical electrónica granadina-británica Shygirl de su cuarto EP, Club Shy, lanzado el 9 de febrero de 2024 a través de Because Music y proporcionó las voces adicionales en el sencillo principal del artista musical austriaco, salute, "system", lanzado el 9 de febrero de 2024, de su álbum debut, True Magic, cuyo lanzamiento fue el 12 de julio de 2024 a través de Ninja Tune.
Para generar expectación por For Your Consideration, Rodriguez se embarcó en un par de apariciones promocionales en tiendas de discos, Rough Trade y Amoeba Music en Nueva York y Los Ángeles, dentro de la semana de su lanzamiento.
La promoción del álbum se extendería aún más a una serie de residencias en clubes nocturnos más pequeños en América del Norte, en Elsewhere en la ciudad de Nueva York, The Drake Underground en Toronto y el Teatro El Rey en Los Ángeles durante la primavera de 2024.
El 14 de mayo de 2024, Rodriguez anunció oficialmente su gira mundial como cabeza de cartel con espectáculos en América del Norte, México, Reino Unido y Europa, programada para el otoño de 2024.

## Estilo musical

### Influencias
Las primeras experiencias de Lorely con la música fueron escuchando las cintas de casete de The Beatles y Pet Shop Boys de su padre. Cita a Julee Cruise, Elizabeth Fraser de Cocteau Twins, Zombies y Beach Boys como algunas de sus inspiraciones musicales.

## Vida personal
Rodriguez es una hondureña estadounidense de primera generación. Fue criada por su madre, Reyna, en el área metropolitana de Los Ángeles, y su padre, Adán, es uno de los pianistas originales y miembros fundadores del conjunto de música latina hondureña, Banda Blanca.
Rodriguez tiene un título de Berklee College of Music en Boston.

## Discografía

### Álbumes de estudio
- Me (2015)
- Us (2018)
- I'm Your Empress Of (2020)
- For Your Consideration (2024)

### EP
- Systems (2013)
- Tristeza (2014)
- Save Me (2022)
- Dance for You  (Remixes) (2022)

### Mixtapes
- Colorminutes (2013)

## Sencillos

### Como artista principal
| Título                                      | Año  | Álbum                                                  |
| ------------------------------------------- | ---- | ------------------------------------------------------ |
| "Champagne"                                 | 2012 | Álbum sin sencillo                                     |
| "Realize You"                               | 2013 | Álbum sin sencillo                                     |
| "Water Water"                               | 2015 | Me                                                     |
| "Kitty Kat"                                 | 2015 | Me                                                     |
| "How Do You Do It"                          | 2015 | Me                                                     |
| "Standard"                                  | 2015 | Me                                                     |
| "Icon"                                      | 2015 | Me                                                     |
| "Woman Is a Word"                           | 2016 | Álbum sin sencillo                                     |
| "Go to Hell"                                | 2017 | Álbum sin sencillo                                     |
| "Trust Me Baby"                             | 2018 | Us                                                     |
| "When I'm with Him"                         | 2018 | Us                                                     |
| "Love for Me"                               | 2018 | Us                                                     |
| "I Don't Even Smoke Weed"                   | 2018 | Us                                                     |
| "Call Me"                                   | 2020 | The Turning (Original Motion Picture Soundtrack)       |
| "Give Me Another Chance"                    | 2020 | I'm Your Empress Of                                    |
| "Love Is a Drug"                            | 2020 | I'm Your Empress Of                                    |
| "You've Got to Feel" (featuring Amber Mark) | 2020 | Álbum sin sencillo                                     |
| "Broken"                                    | 2020 | The Wilds (Amazon Original Soundtrack)                 |
| "One Breath"                                | 2021 | Sound It Out - EP via "Sound It Out Together" Campaign |
| "Save Me"                                   | 2022 | Save Me                                                |
| "Dance for You"                             | 2022 | Save Me                                                |
| "Turn the Table" (w/ Jim-E Stack)           | 2022 | Save Me                                                |
| "Kiss Me" (featuring Rina Sawayama)         | 2023 | For Your Consideration                                 |
| "Femenine"                                  | 2023 | For Your Consideration                                 |
| What's Love (featuring MUNA)                | 2024 | For Your Consideration                                 |
| Preciosa                                    | 2024 | For Your Consideration                                 |

### Como artista acompañante
| Título                                                         | Año  | Posición en las listas de popularidad | Posición en las listas de popularidad | Posición en las listas de popularidad | Álbum                 |
| Título                                                         | Año  | US Dance/Elec.                        | US                                    | Dance/Mix Show                        | Álbum                 |
| -------------------------------------------------------------- | ---- | ------------------------------------- | ------------------------------------- | ------------------------------------- | --------------------- |
| "Waves at Night" (Moons ft. Empress Of)                        | 2012 | —                                     | —                                     | —                                     | Bloody Mouth          |
| "Create Your Love" (Amateur Best ft. Empress Of)               | 2013 | —                                     | —                                     | —                                     | Double Denim Vol. 1   |
| "The Way That You Like" (Pional ft. Empress Of)                | 2016 | —                                     | —                                     | —                                     | When Love Hurts       |
| "Reformer" (Darkstar ft. Empress Of)                           | 2016 | —                                     | —                                     | —                                     | Made to Measure       |
| "Best to You" (Blood Orange ft. Empress Of)                    | 2016 | —                                     | —                                     | —                                     | Freetown Sound        |
| "Stonefist" (Remix) (Health y Boys Noize ft. Empress Of)       | 2017 | —                                     | —                                     | —                                     | DISCO3+               |
| "Why Don't You Come On" (DJDS ft. Khalid & Empress Of)         | 2017 | 30                                    | —                                     | —                                     | Big Wave More Fire    |
| "Love" (DJDS ft. Empress Of)                                   | 2017 | —                                     | —                                     | —                                     | Big Wave More Fire    |
| Zombie Conqueror (Dirty Projectors ft. Empress Of)             | 2018 | —                                     | —                                     | —                                     | Lamp Lit Prose        |
| "Suncity" (Khalid ft. Empress Of)                              | 2018 | —                                     | 88                                    | —                                     | Suncity               |
| "Red Wine" (MØ ft. Empress Of)                                 | 2018 | —                                     | —                                     | —                                     | Forever Neverland     |
| "Naughty" (Tommy Genesis ft. Empress Of)                       | 2018 | —                                     | —                                     | —                                     | Tommy Genesis         |
| "Connect" (Toro y Moi ft. Empress Of)                          | 2019 | —                                     | —                                     | —                                     | Smartbeats            |
| "Wild Girl" (Kito ft. Empress Of)                              | 2019 | —                                     | —                                     | 28                                    |                       |
| "Tennis Fan" (Banoffee ft. Empress Of)                         | 2019 | —                                     | —                                     | —                                     | Look at Us Now Dad    |
| "Note to Self" (Jim-E Stack ft. Empress Of)                    | 2020 | —                                     | —                                     | —                                     | EPHEMERA              |
| "Love In Reverse" (MNDR ft. Empress Of)                        | 2021 | —                                     | —                                     | —                                     | Hell To Be You Baby   |
| "Vacío" (Jarina De Marco ft. Empress Of)                       | 2021 | —                                     | —                                     | —                                     | Vacío                 |
| "take me back" (Isomonstrosity ft. Empress Of & Bryce Dessner) | 2022 | —                                     | —                                     | —                                     | Isomonstrosity        |
| "Wild N Sweet" (Jam City ft. Empress Of)                       | 2023 | —                                     | —                                     | —                                     | Jam City Presents EFM |
| "Highway" (Lewis OfMan ft. Empress Of)                         | 2023 | —                                     | —                                     | —                                     | Cristal Medium Blue   |
| "4evA" (Shygirl ft. Empress Of & Kingdom)                      | 2024 | —                                     | —                                     | —                                     | Club Shy              |
| "system" (salute ft. Empress Of)                               | 2024 | —                                     | —                                     | —                                     | TRUE MAGIC            |
| "side by side [rebirth]" (Logic1000 ft. Empress Of)            | 2024 | —                                     | —                                     | —                                     | mother :;~ rebirth    |
| "one of those nights" (salute ft. Empress Of)                  | 2024 | —                                     | —                                     | —                                     | TRUE MAGIC            |

### Remixes
| Título                                              | Año  | Artista(s)         |
| --------------------------------------------------- | ---- | ------------------ |
| "bodyache" (Empress Of Remix)                       | 2015 | Purity Ring        |
| "Romeo" (Emperatriz de Remix)                       | 2016 | Chairlift          |
| "Genghis Khan" (Emperatriz de Remix)                | 2016 | Miike Snow         |
| "How Do You Do It" (Emperatriz de Remix)            | 2016 | Empress Of         |
| "Never Enough" (Emperatriz de Remix)                | 2017 | Oyinda             |
| "Ta Que Tiembla" (Emperatriz de Remix)              | 2020 | Buscabulla         |
| "Johnny" (Emperatriz de Remix)                      | 2020 | Tei Shi            |
| "Man's World" (Empress Of Remix con Pabllo Vittar ) | 2021 | MARINA             |
| "Cherub" (Emperatriz de Remix)                      | 2023 | Coco y Clair Clair |